# مدال مؤسسان انجمن مهندسان برق و الکترونیک
مدال مؤسسان انجمن مهندسان برق و الکترونیک (انگلیسی: IEEE Founders Medal) جایزه ایست که به پاس مشارکت شایان در رهبری، برنامه‌ریزی و مدیریت تلاش‌ها در زمینه مهندسی برق و الکترونیک از طرف مؤسسه مهندسان برق و الکترونیک اهدا می‌شود.
این مدال در سال ۱۹۵۲ توسط مؤسسه مهندسان رادیو پایه‌گذاری شد.